# Draparnaldia
Nicht zu verwechseln mit Draparnaudia, einer Gattung der Gastropoda (Schnecken).
Draparnaldia ist eine Gattung von Süßwasser-Grünalgen aus der Familie Chaetophoraceae.
Diese Algen bilden verzweigte Ketten (Filamente) von Zellen, die von Schleim umgeben sind.
Die Gattung ist kosmopolitisch mit einer großen Verbreitung und kommt gewöhnlich in kalten, belüfteten Gewässern vor. Die Filamente sind entweder an Sand, Kies, Kieselsteine oder Felsen als Substrat gebunden oder wachsen epiphytisch auf anderen Wasserpflanzen. Draparnaldia-Arten kann man in klaren Bächen an Steinen und Felsen wachsen sehen. Nach Herman S. Forest (Southern Appalachian Botanical Club) kommt die Gattung zwar nicht sehr häufig vor, aber doch so stark, um in fast allen gängigen Listen der lokaler Grünalgen-Flora aufgeführt zu werden. Eine Vielzahl von Arten wurde von Meyer und Jasnitzky insbesondere aus dem Baikalsee in Sibirien beschrieben.
Weitere Vorkommen gibt es beispielsweise auf Sardinien und in Tschechien.

## Morphologie
Draparnaldia bildet Ketten von in einer Reihe angeordneten Zellen (einreihige Filamente), die mit wurzelähnlichen Haarbildungen (Rhizoiden) am Substrat befestigt sind und von weichem Schleim umgeben sind.
Jeder Algenfaden besteht aus einer linearen Kette tonnenförmiger Zellen, in denen die Chloroplasten im mittleren Teil jeder Zelle ein grüneres Band bilden.
Die Länge der Zellen der Hauptachse ist im Allgemeinen gleich (unabhängig davon, ob sie Seitenäste tragen oder nicht).
Diese Zweige wachsen abwechselnd, gegenüberliegend oder büschelweise aus der Hauptachse.
Die Spitzen der Zweige tragen in der Regel lange, spitz zulaufende „Haare“.
Die Chloroplasten in der Zellmitte können einen glatten oder netzartigen Rand haben; sie besitzen mehrere Pyrenoide.
Die Morphologie ist sehr variabel und hängt von verschiedenen Umweltbedingungen ab.
Die „Haare“ entwickeln sich durch die Verlängerungen an der apikalen Zelle an den Zweigspitzen: Diese sich verlängern sich zusehends, wobei der Chloroplast verloren geht.
Die Entwicklung dieser Haare wird durch den Gehalt an Phosphor, Stickstoff, Kohlendioxid und Licht beeinflusst. Die Produktion der Haare kann unter Laborbedingungen unterdrückt werden, sie ist aber im Freiland immer vorhanden.

## Reproduktion

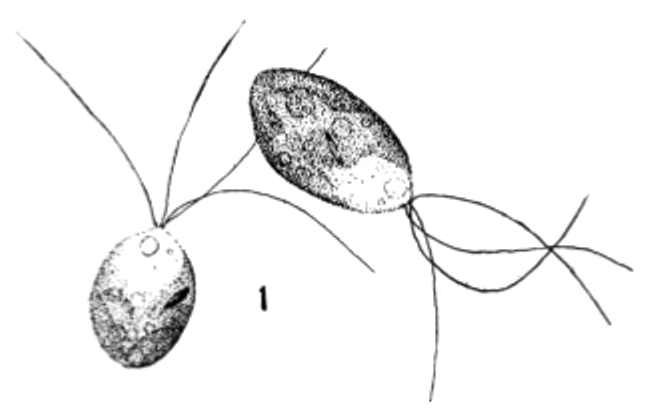
Zoosporen von D. plumosa, Illustration von 1893.

Die ungeschlechtliche Vermehrung erfolgt durch Zoosporen oder dickwandige Aplanosporen.
Die Zoosporen werden in den Zellen der Hauptachse produziert (bei D. plumosa beträgt die optimale Wassertemperatur für ihre Produktion beträgt 17 °C).
Sie sind ovoid und haben entweder zwei gleiche Geißeln (biflagellat) oder sind „dimorph“ begeißelt mit zwei Typen von Geißeln: im kleineren Fall biflagellat, im größeren Fall quadriflagellat (insgesamt vierfach begeißelt).
Die geißeltragenden Sporen werden vom Licht angezogen. Ihre Größe beträgt ca. 12–16 µm × 8–10 µm; ihr Geißelapparat ist aus ultrastruktureller Sicht dem der verwandten Grünalge Uronema belkae (mit der es auch sonst viele Gemeinsamkeiten gibt) sehr ähnlich.
Auch eine sexuelle Fortpflanzung wurde beobachtet; sie ist isogam mit biflagellaten oder quadriflagellaten Gameten.

## Ökologie

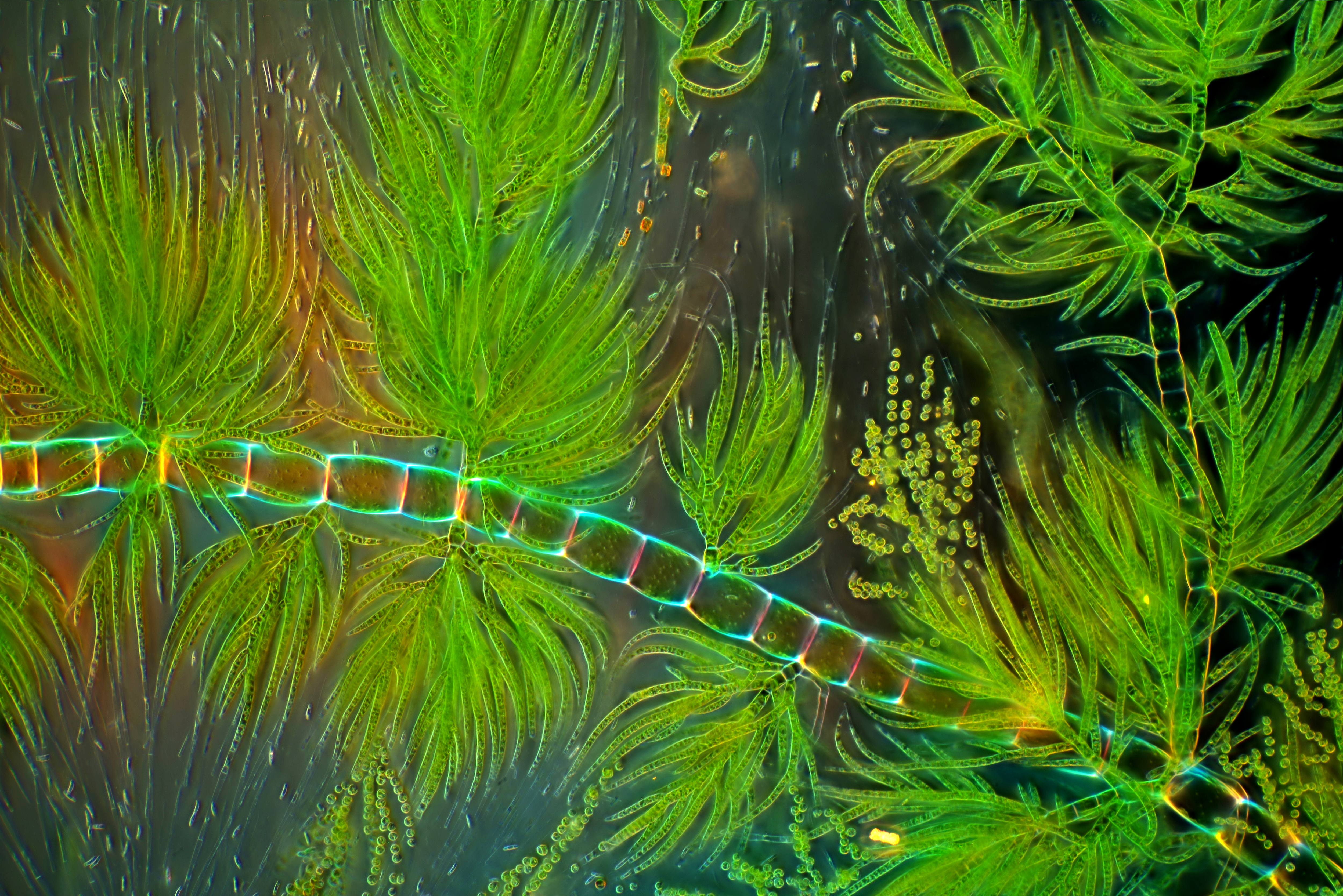
Draparnaldia sp., Dunkelfeld, polarisiertes Licht.

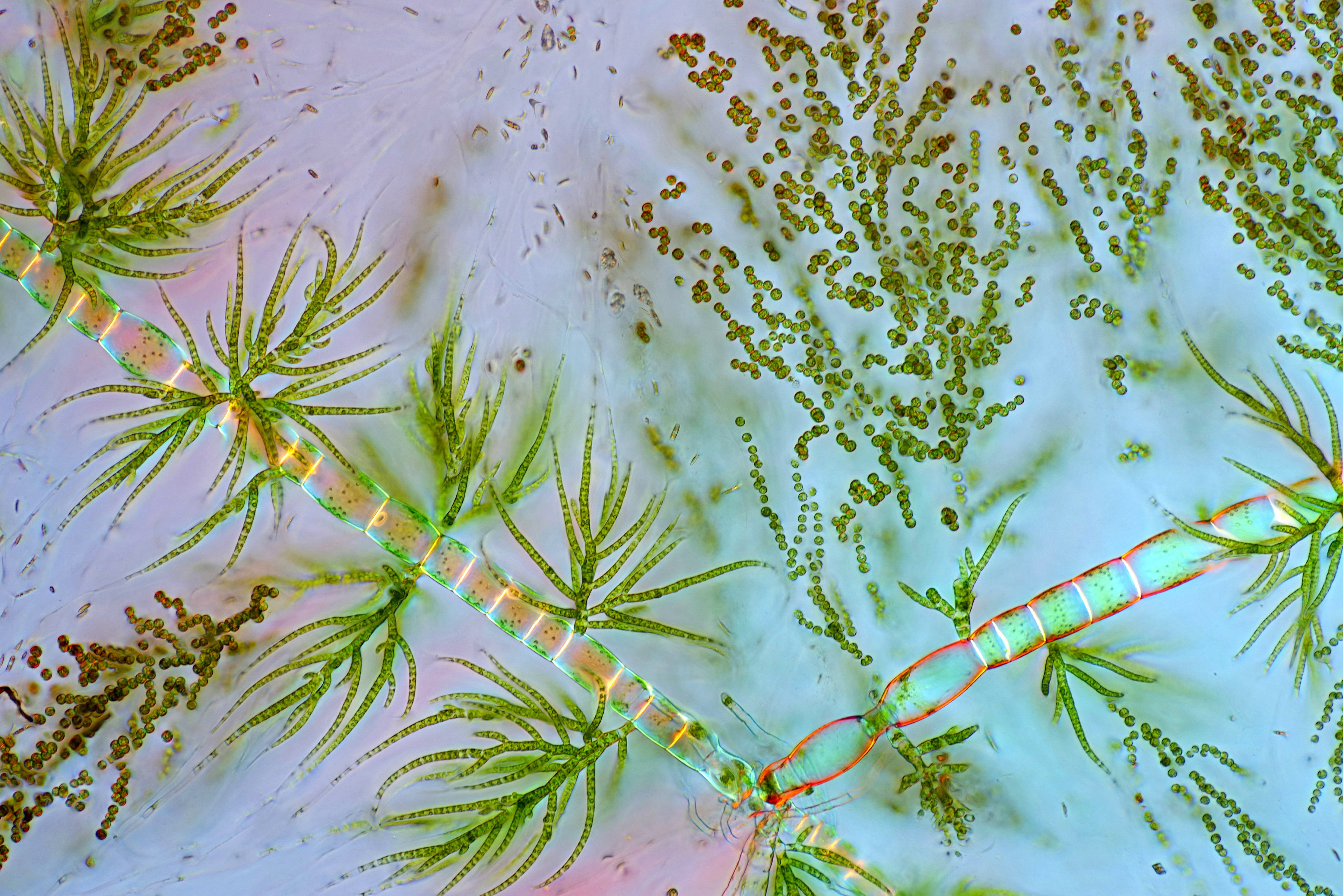
Draparnaldia sp. bei der Freisetzung von Sporen, Dunkelfeld, polarisiertes Licht.

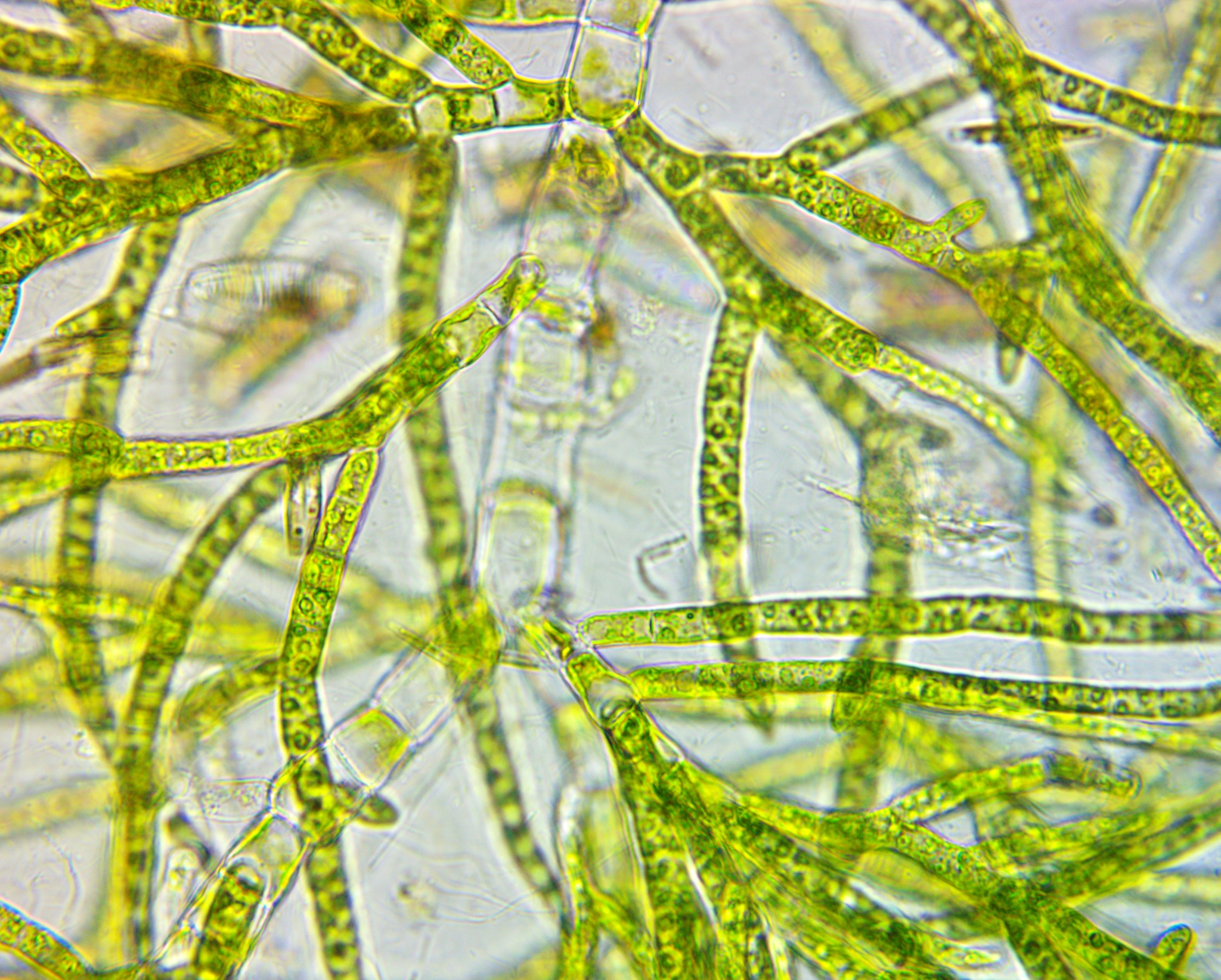
Draparnaldia glomerata

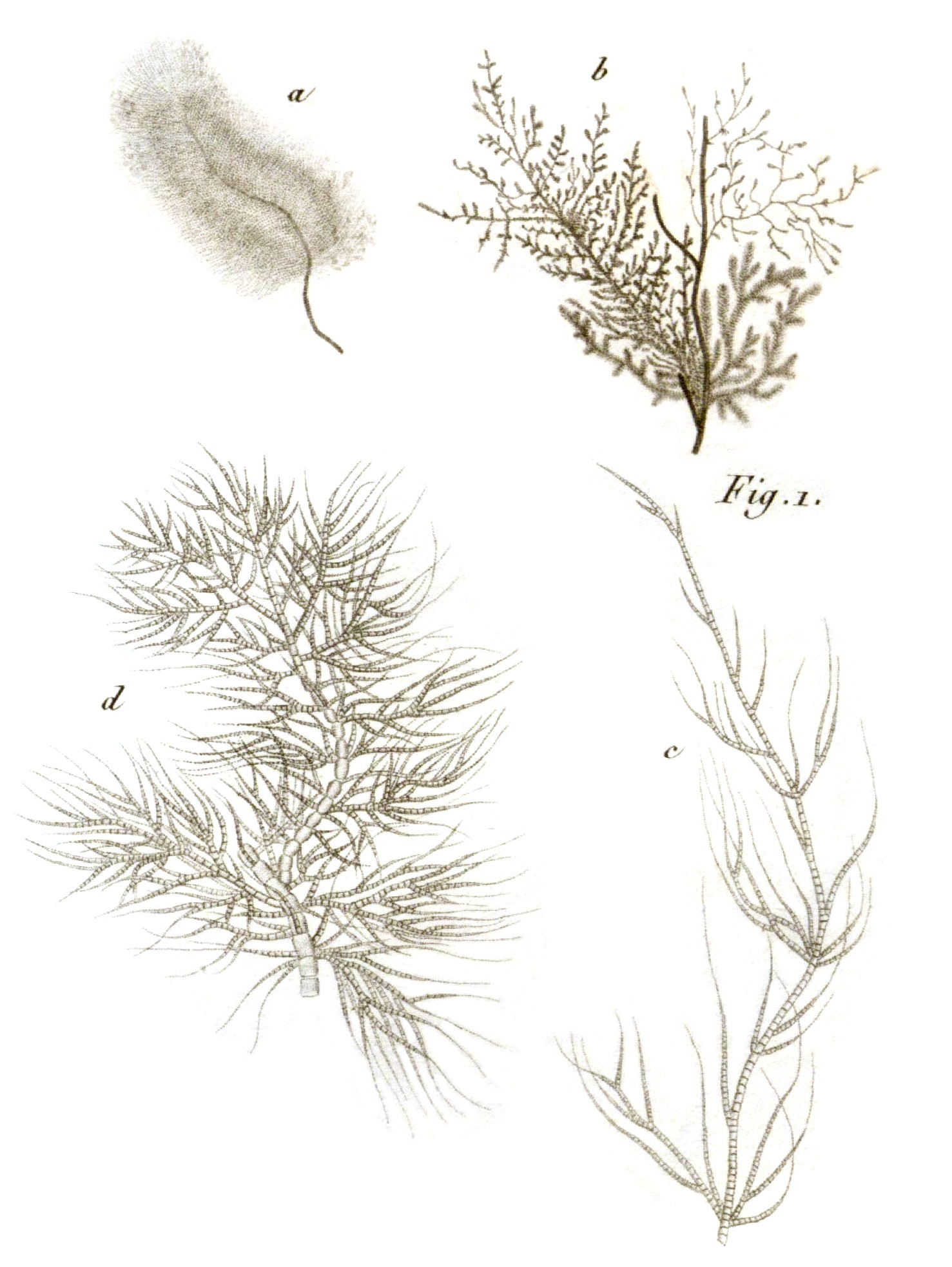
Draparnaldia mutabilis

Draparnaldia-Vertreter findet man in der Regel an Sand, (Wurzel-)Stöcken oder felsigem Substrat.
Sie können in Bächen, Gräben, Quellen und flachen Torfseen vorkommen, in der Regel jedoch nur in kalten, sanft fließenden Gewässern.
Die Haare scheinen der Nährstoffaufnahme zu dienen; bei niedrigem Nährstoffgehalt nimmt die Intensität der Haarbildung zu.
Es wurde nachgewiesen, dass die Aktivität der Phosphatase in den Haaren lokalisiert ist und bei abnehmendem Phosphorgehalt angeregt werden kann.

## Systematik und Etymologie
Der Gattungsname Draparnaldia ehrt Jacques Philippe Raymond Draparnaud (1772–1804), einen französischen Naturforscher, Malakologen und Botaniker.
Die Gattung wurde von Jean Baptiste Bory de Saint-Vincent in den Annales du Muséum d'Histoire Naturelle, Band 12 (1808) auf Seite 399 beschrieben.
Die Typusart von Draparnaldia wurde erstmals 1797 im Linnaean Herbarium als Conferva mutabilis Roth aufgestellt und beschrieben.
Heutzutage wird die Gattungsbezeichnung Conferva nicht mehr verwendet (siehe Cladophora §Phylogenie, Taxonomie und Systematik) und die früher als Conferva mutabilis bezeichnete Art wird als Draparnaldia mutabilis (Roth) Bory (Typusart der Gattung Draparnaldia) geführt.
Außerdem wurde früher die Gattung Draparnaldiopsis getrennt von Draparnaldia betrachtet, bei der die Zellen der Hauptachse abwechselnd kurz und lang ausgebildet sind; diese Gattung wird heute als ein Synonym Draparnaldia betrachtet.

## Artenliste
Artenliste (Stand 12. März 2025):
Gattung Draparnaldia Bory, 1808(A) bzw. Bory de Saint-Vincent, 1808(N,W) [Draparnaldiopsis G. M. Smith & Klyver, 1929]
- Spezies Draparnaldia acuta (C. Agardh) Kützing, 1845(A,N,W) [Draparnaldia glomerata var. acuta C. Agardh, 1824(N)]
- Spezies Draparnaldia alpina (G. M. Smith & Klyver) Manasi Mandal & D. Maity, 2019(A)
- Spezies Draparnaldia appalachiana J. R. Johansen & R. L. Lowe, 2007(A,W)
- Spezies Draparnaldia appressa Moschkova, 1958(A,W)
- Spezies Draparnaldia billingsii H. C. Wood, 1869(A,W)
- Spezies Draparnaldia champlainensis P. W. Cook, 1970(A,W)
- Spezies Draparnaldia desikacharyi R. N. Yadava, 1989(A,W)
- Spezies Draparnaldia eradii (Panikkar & Ampili) Manasi Mandal & D. Maity, 2019(A)
- Spezies Draparnaldia erecta [Caisová, Jobe, M. & B. Melkonian, 2019][17] [Draparnaldia sp. LC-2019(N); Draparnaldia sp. CCAC 6921[17]][A. 1] – auf Weiden-Blättern (Salix), trockene Sandbank des Rio Picocca,[19] Sardinien, 15. März 2014[18][17]
- Spezies Draparnaldia glomerata (Vaucher) C. Agardh(N,W)[20] [Batrachospermum glomeratum Vaucher, 1812(N)] - in der AlgaeBase ein Synonym für Draparnaldia mutabilis(A)
- Spezies Draparnaldia groenlandica Bachmann, 1921(A)
- Spezies Draparnaldia indica (Bharadwaja) Manasi Mandal & D. Maity, 2019(A,W)
- Spezies Draparnaldia intermedia (Obukhova) Manasi Mandal & D. Maity, 2019(A,W)
- Spezies Draparnaldia iyengarii G. L. Tiwari, D. C. Pandey & R. S. Pandey, 1979(A,W)[21]
- Spezies Draparnaldia jaoi P. W. Cook, 1970(A)
- Spezies Draparnaldia judayi Prescott, 1944(A,W)
- Spezies Draparnaldia krishnamurthyi (M. Baluswami & M. Rajasekaran) Manasi Mandal & D. Maity, 2019(A)
- Spezies Draparnaldia muelleri Kützing, nom. illeg.(A) bzw. Kützing, 0(A); Kützing(W)
- Spezies Draparnaldia mutabilis (Roth) Bory, 1808(A) bzw. (Roth) Bory de Saint-Vincent(N,W)[12][22][23] [Conferva mutabilis Roth, 1808(N); Draparnaldia elongata Hassall 1843(A); Draparnaldia glomerata (Vaucher) C. Agardh 1812(A); Draparnaldia plumosa (Vaucher) C. Agardh 1812(A)] (Typusart)(A)
- Spezies Draparnaldia nizamii Yadava & D. C. Panday, 1984(A,W)
- Spezies Draparnaldia platyzonata Hazen, 1902(A,W)
- Spezies Draparnaldia plumosa (Vaucher) C. Agardh(N)[9] [Batrachospermum plumosum Vaucher, 1812(N)] - in der AlgaeBase ein Synonym für Draparnaldia mutabilis(A)
- Spezies Draparnaldia pusilla J. D. Hooker & Harvey(W) – nach der AlgaeBase zur Gattung Stigeoclonium (s. u.)
- Spezies Draparnaldia ravenelii Wolle, 1887(A)
- Spezies Draparnaldia salishensis (Prescott) Manasi Mandal & D. Maity, 2019(A)
- Spezies Draparnaldia sparsifasciculata Prescott, 1955(A)
- Spezies Draparnaldia tayloriae (P. Sarma) Manasi Mandal & Maity, 2019(A)
- Spezies Draparnaldia yajnavalkyae Manasi Mandal & D. Maity, 2019(A)
- Spezies Draparnaldia cf. mutabilis LC-2015(N)[24]
- Spezies Draparnaldia sp. CCAC 6921(N) – Centro Nacional de Análisis Genómico (CNAG), Spanien (siehe §Weiterführende Literatur)

Verschiebungen:
- Spezies Draparnaldia pusilla Hooker f. & Harvey 1845 ⇒ Stigeoclonium pusillum (Hooker f. & Harvey) Rabenhorst, nom. illeg. 1858 (Doppelvergabe, nicht: Stigeoclonium pusillum (Lyngbye) Kützing, 1845(A)

(A) – AlgaeBase
(N) – National Center for Biotechnology Information (NCBI)
(W) – World Register of Marine Species (WoRMS)

## Draparnaldia erecta
Ende der 2010er Jahre entdeckte Lenka Caisová auf Sardinien einen Organismus, der auf den ersten Blick einem Moos ähnlich sah. Die anschließende DNA-Sequenzierung zeigte jedoch, dass es sich dabei um eine verzweigte Chlorophyten-Grünalge der Gattung Draparnaldia  handelte.
Sie wurde daher als Draparnaldia erecta bezeichnet und beschrieben.
Im Wasser wachsen diese Zellen nach unten. Beim Übergang zum Land jedoch richtet sich die gesamte Vegetationskörper (Thallus) auf, wobei die bisherigen „Wurzelhärchen“ beginnen nach oben wachsen. Auf dieses charakteristische Merkmal verweist das Art-Epitheton erecta (vgl. Homo erectus).
Die Ähnlichkeit dieser Alge mit Moosen ist dabei ein sehr merkwürdiges und interessantes Merkmal, denn grundsätzlich gibt es zwei (große) Gruppen von Grünalgen: die Chlorophyta (Chlorophyten) und die Streptophyta (Armleuchteralgen und Landpflanzen). Beide Linien haben sich unabhängig voneinander zu Vielzellern entwickelt und leben sogar oft in denselben Lebensräumen. Jedoch haben nur die Streptophyten den Übergang vom Wasser zum Land (Terrestrialisierung) geschafft und sich zur erstaunlichen Vielfalt der Landpflanzen entwickelt.
Daher stellt sich die wichtige Frage: Warum wurde die Eroberung des Landes nur von den Streptophyten-Algen und nicht von ihrer Schwesterlinie, den Chlorophyten-Algen, bewerkstelligt?
Die Moose (Lebermoose, Laubmoose und Hornmoose) gehören zu den primitivsten Landpflanzen, sind also Streptophyten.
Da die Gattung Draparnaldia aber zu den Chlorophyten gehört, ist die moosartige Erscheinungsform von D. erecta sehr bemerkenswert.
Auf der Seite der Streptophyten waren bis dato bereits etliche Modelle von Landpflanzen gut etabliert (Marchantia, Physcomitrium und Arabidopsis), und auch bei einigen primitiveren Streptophyten ausgewiesen (Klebsormidium, Chara und Zygnema).
Modelle und Genome von morphologisch frühen Landpflanzen ähnelnden Chlorophyten gab es aber noch keine – abgesehen von den mehrzelligen Chlorophyten Volvox und Ulva.
Um diese Lücke zu schließen, wurde D. erecta als ein neues Modell zur Untersuchung von Mechanismen für die Multizellularität und Terrestrialisierung der Grünpflanzen entwickelt.
Draparnaldia, speziell D. erecta, gilt seitdem als Modellorganismus zur Erforschung der Evolution von Algen und Landpflanzen; insbesondere zur Klärung folgender Fragen:
- Wie entwickelten sich einzellige Algen zu mehrzelligen Pflanzen?
- Wie konnten die Algen das Land besiedeln (Landgang, Terrestrialisierung)?

Um die Bedeutung von Draparnaldia (insbesondere D. erecta) für die wissenschaftliche Forschung zu würdigen, wurde sie von der Deutschen Botanischen Gesellschaft zur Alge des Jahres 2025 ernannt.

## Weiterführende Literatur
- Lenka Caisová, Ewout Crombez, Minerva Susana Trejo Arellano, Marta Gut, Tyler Scott Alioto, Jèssica Gómez-Garrido, Marc Dabad, Anna Esteve-Codina, Ivan Petřík, Aleš Pěnčík, Ondřej Novák, Yves Van de Peer, Beatriz Vicoso, Jiří Friml: The Draparnaldia Genome: Alternative Mechanisms for Multicellularity and Terrestrialization in Green Plants. Auf: CSH: bioRxiv, Preprint vom 14. September 2024; doi:10.1101/2024.09.12.612648 (englisch). Dazu:
  - Tyler Scott Alioto, Jèssica Gómez-Garrido: NCBI Nucleotide: Draparnaldia sp. CCAC 6921, …. Accession: CAXXAD000000000, 4. Oktober 2024.